# Altneuland (Zeitschrift)
Altneuland war eine monatlich erschienene Zeitschrift für die wirtschaftliche Erschließung Palästinas.
Herausgegeben von Franz Oppenheimer, Selig Eugen Soskin und Otto Warburg erschien Altneuland von 1904 bis 1906 monatlich im Jüdischen Verlag (Berlin).
Altneuland diente als Organ der zionistischen Kommission zur Erforschung Palästinas und widmete sich vorrangig der praxisbezogenen Informationsvermittlung zum wirtschaftlichen Aufbau und zur Besiedlung des Landes. Neben Beiträgen aus den Gebieten der Klimatologie, Geologie und Agrarwirtschaft sollten Berichte über erfolgreiche Kolonisationsprojekte potentielle Einwanderer informieren und motivieren.
Der Name der Zeitschrift wurde von Theodor Herzls utopischem Roman Altneuland übernommen, der 1902 erschien und die Errichtung einer modernen Gesellschaft durch eingewanderte europäische Juden in Palästina beschreibt.
Der vollständige Bestand der Zeitschrift ist in "Compact Memory. Internetarchiv jüdischer Periodika" erschlossen, wo er bibliothekarisch voll erfasst ist.